# Cerro Catedral (Uruguay)
Pour les articles homonymes, voir Cerro Catedral.
Le cerro Catedral (littéralement « colline cathédrale ») est une colline située au sud de la Cuchilla Grande qui constitue le point culminant de l'Uruguay avec 514 m d'altitude. En comparaison d'autres points culminants d'autres pays d'Amérique latine, l'altitude du cerro Catedral est modeste.